# فیپرونیل
فیپرونیل حشره‌کشی است که از طریق مهار نمودن ۳ نوع کانال عبور کلسیم در غشاء سلولهای عصبی و ممانعت از نفوذ یون کلسیم به داخل سلول عمل می‌کند، که یکی از این سه کانال از طریق ناقل الکترون GABA و دو کانال دیگر از طریق گلوتامات اثر می‌کند. در طی دو سال به کارگیری مستمر این آفت کش توسط تیم فارمر شاپ در مزارع برنج شهرستان کلات کارایی نسبتا مطلوب این سم در کنترل کرم ساقه خوار برنج (20 کیلوگرم از فرم گرانول 0.2 % و یک لیتر در فرم سوسپانسیون مایع sc 5 %) به اثبات رسید که میتوان به عنوان جایگزین مناسب سم دیازینون در کنترل آفت کرم ساقه خوار برنج از آن استفاده کرد
فیپرونیل (به انگلیسی: Fipronil) با فرمول شیمیایی C۱۲H۴Cl۲F۶N۴OS یک ترکیب شیمیایی با شناسه پاب‌کم ۳۳۵۲ است. که جرم مولی آن ۴۳۷٫۱۵ g/mol می‌باشد. 